# Гюльджемаль
«Гюльджемаль» (тур. Gülcemal) — турецький телесеріал 2023 року у жанрі драми та створений компанією MF Yapım. В головних ролях — Мурат Юналміш, Меліс Сезен, Едіп Тепелі, Нілай Ердонмез, Атілла Шендиль.
Перша серія вийшла в ефір 6 квітня 2023 року.
Серіал має 1 сезон. Завершився 13-м епізодом, який вийшов у ефір 13 липня 2023 року.
Режисер серіалу — Юсуф Пирхасан, Мерве Чолак.
Сценарист серіалу — Еда Тезкан, Селда Акин.

## Сюжет
Коли Гюльджемаль був маленькою дитиною, мати покинула сина і доньку, не думаючи про те, що відчуватимуть діти. Вони страждали з цієї причини, а тому, ставши дорослими, зберегли спогади про своє тяжке дитинство і про зраду матері. Брату й сестрі довелося зазнати чимало труднощів. Але Гюльджемаль зумів вистояти під ударами долі. Він став багатою людиною, і з сестрою вони повернулися в Бурсу. Гюльджемаль налаштований не просто відшукати матір, а помститися за те, як вона обійшлася з ним і сестрою. Гюлендам зустрічає Мерта, з яким у неї виникає інтрижка.
Вона не думала, що стосунки з ним будуть несерйозними. Чоловік зібрався одружитися, а його обраницею була Діва.
Гюльджемаль змушує Мерта одружитися з Гюлендам. Діва залишається без нареченого, і не може зрозуміти, чому так сталося.
Мати Гюльджемаля налаштована приструнити озлобленого чоловіка, який становить загрозу не тільки для неї. Вона приходить на могилу близької їй людини і дає клятву, що змусить Гюльджемаля полюбити дочку свого найлютішого ворога.

## Актори та персонажі
| Актор             | Роль              |
| ----------------- | ----------------- |
| Мурат Юналміш     | Гюльджемаль Шахін |
| Меліс Сезен       | Дева              |
| Едіп Тепелі       | Мерт              |
| Нілай Ердонмез    | Гулендам Шахін    |
| Атілла Шендиль    | Халіл Ібрагім     |
| Джахіт Гок        | Вефа              |
| Нілюфер Ачикалин  | Гара Ана          |
| Самет Каан Куйусу | Арма              |
| Мелтем Акчол      | Іпек              |
| Сабахаттін Якут   | Емруллах          |
| Мелике Кючюк      |                   |
| Айда Аксель       | Зафер Пехліван    |
| Еврен Дуял        | Фатош             |

## Сезони
| Сезон | Епізоди | Епізоди | Оригінальний показ | Оригінальний показ | Оригінальний показ |
| Сезон | Епізоди | Епізоди | Перший показ       | Останній показ     | Мережа             |
| ----- | ------- | ------- | ------------------ | ------------------ | ------------------ |
| 1     | 13      | 13      | 6 квітня 2023      | 13 липня 2023      | kanal FOX          |

## Рейтинги серій

### Сезон 1 (2023)
| Серія               | Рейтинг (TOTAL) | Рейтинг (AB) | Рейтинг (ABC1) |
| ------------------- | --------------- | ------------ | -------------- |
| 1.                  | 3.15            | 3.66         | 3.20           |
| 2.                  | 2.91            | 1,96         | 3.05           |
| 3.                  | 2.79            | 1.90         | 2.54           |
| 4.                  | 3.19            | 1.84         | 3.21           |
| 5.                  | 3.02            | 2.11         | 3.71           |
| 6.                  | 3.00            | 1.78         | 3.07           |
| 7.                  | 2.96            | 1,89         | 2.66           |
| 8.                  | 2.37            | 1.52         | 2.44           |
| 9.                  | 2.32            | 1.51         | 2.55           |
| 10.                 | 2.19            | 2.14         | 2.31           |
| 11.                 | 3.29            | 2.59         | 3.08           |
| 12.                 | 2.58            | 1.67         | 2.32           |
| 13. (фінал серіалу) | 2.41            | 1,86         | 2.42           |